# Киатак
Киатак или Нортумберленд (гренл. Kiatak (Kujata), дат. Northumberland Ø) — необитаемый остров у западного побережья Гренландии.

## География
Остров является частью небольшой группы, образованной Киатаком, островом Герберта и островом Хаклуйт. Последний является самым маленьким из группы и находится у западного берега Киатака. Острова находятся у залива Инглфилд, между проливом Мерчисон на севере и проливом Хвалсунд на юге.

## Ключевая орнитологическая территория
BirdLife International присвоила острову статус ключевой орнитологической территории, поскольку на нем обитает гнездящаяся популяция из примерно 2,5 миллионов пар люриков и других видов морских птиц.

## История
Остров был заселен во время экспедиций Роберта Эдвина Пири в Гренландию в 1886 и 1891—1897 годах.

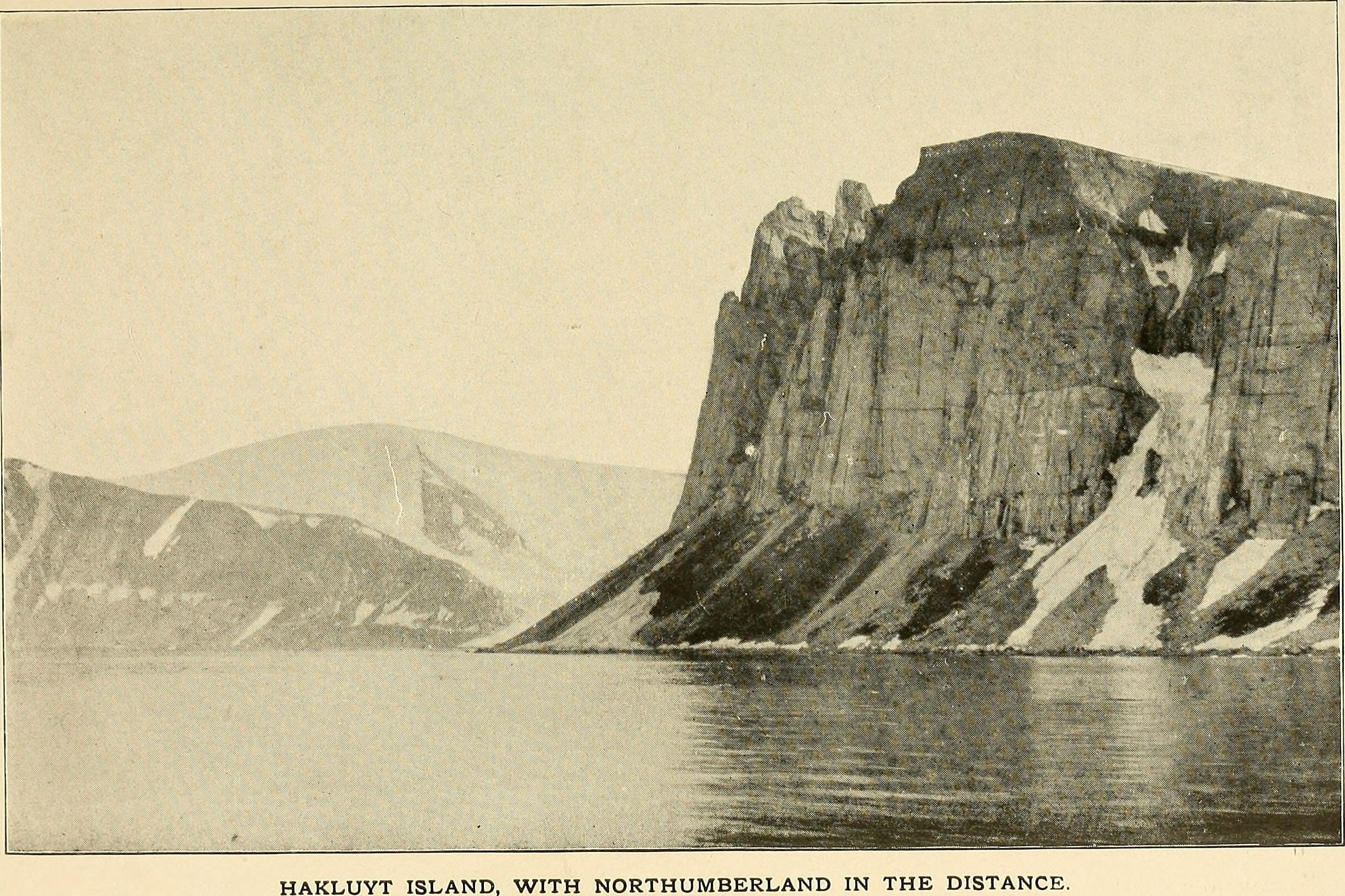
Вид на скалу острова Хаклуйт с Киатаком на заднем плане.

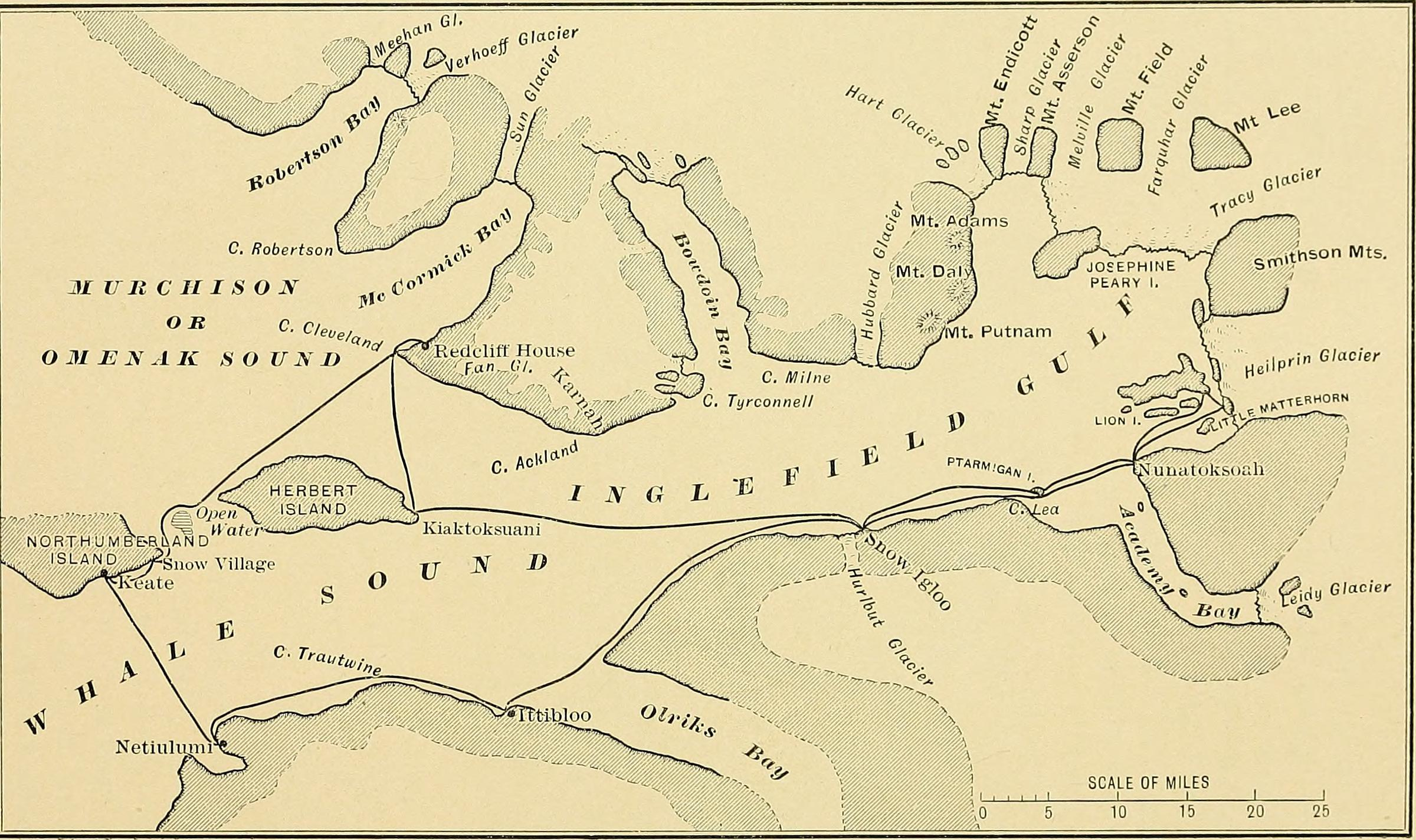
Карта XIX века с островами Нортумберленд, Герберта, проливом Уэйл и заливом Инглфилд.